# Суровикинский район
Сурови́кинский райо́н — административно-территориальная единица (район) и одноимённое муниципальное образование (муниципальный район) в Волгоградской области России.
Административный центр — город Суровикино.

## География

### Географическое положение
Район расположен на юго-западе Волгоградской области, граничит с Ростовской областью
Также рядом имеются районы области: Чернышковский, Октябрьский, Калачевский, Клетский.
На территории района располагается ООПТ Свиридовские озёра.

### Рельеф
Район находится на равнине, то есть имеет более менее ровный рельеф. Очень удобное место. Кстати, город Суровикино находится на высоте 180 метров над уровнем моря.

### Климат
Климат очень тёплый — континентальный. Зимы здесь не очень суровые. Зимой температура достигает 20—25 градусов мороза, а летом, в июне-июле до 30—40 градусов. Среднегодовое количество осадков 380—400 мм.

### Гидрография
Реки Чир, Добрая, Лиска… Цимлянское водохранилище на реке Дон.

## История
В 1937 году был образован Кагановический район с центром в х. Суровикино в составе Сталинградской области. В 1957 году район переименован в Суровикинский.
21 декабря 2004 года в соответствии с Законом Волгоградской области № 971-ОД район наделён статусом муниципального района. В его составе образованы 11 муниципальных образований: 2 городских и 9 сельских поселений. 11 июня 2008 года в соответствии с Законом Волгоградской области № 1712-ОД рабочий посёлок Нижний Чир преобразован в станицу, а Нижнечирское городское поселение — в Нижнечирское сельское поселение.

## Население
| 1939    | 1959    | 1970    | 1979    | 1989    | 2002    | 2009    | 2010    | 2011    |
| ------- | ------- | ------- | ------- | ------- | ------- | ------- | ------- | ------- |
| 17 203  | ↗23 173 | ↗40 175 | ↘39 088 | ↘38 256 | ↗38 956 | ↘37 753 | ↘37 104 | ↘36 986 |
| 2012    | 2013    | 2014    | 2015    | 2016    | 2017    | 2018    | 2019    | 2020    |
| ↘36 552 | ↘36 073 | ↘35 481 | ↘34 968 | ↘34 472 | ↘34 105 | ↘33 680 | ↘33 093 | ↘32 801 |
| 2021    |         |         |         |         |         |         |         |         |
| ↗32 808 |         |         |         |         |         |         |         |         |

### Урбанизация
В городских условиях (город Суровикино) проживают 55.56 % населения района.

### Гендерный состав
Мужчин — 49,1 %, женщин — 50,9 %.

### Национальный состав
По данным Всероссийской переписи населения 2010 года:
| Национальность | Численность (чел.) | Процент от указавших |
| -------------- | ------------------ | -------------------- |
| Русские        | 31 588             | 85,4%                |
| Казахи         | 1186               | 3,2%                 |
| Украинцы       | 578                | 1,6%                 |
| Чеченцы        | 457                | 1,2%                 |
| Цыгане         | 420                | 1,1%                 |
| Татары         | 389                | 1,1%                 |
| Другие         | 1124               | 3,0%                 |
| Не указали     | 116                |                      |
| Всего          | 37 104             |                      |

По итогам переписи населения 2020 года проживали следующие национальности (национальности менее 0,1 % и другое см. в сноске к строке «Другие»):
| Национальность | Численность, чел. | Доля     |
| -------------- | ----------------- | -------- |
| Русские        | 29 323            | 89,38 %  |
| Казахи         | 770               | 2,35 %   |
| Чеченцы        | 358               | 1,09 %   |
| Табасараны     | 267               | 0,81 %   |
| Цыгане         | 216               | 0,66 %   |
| Азербайджанцы  | 184               | 0,56 %   |
| Татары         | 170               | 0,52 %   |
| Армяне         | 141               | 0,43 %   |
| Украинцы       | 119               | 0,36 %   |
| Удмурты        | 75                | 0,23 %   |
| Белорусы       | 68                | 0,21 %   |
| Даргинцы       | 62                | 0,19 %   |
| Турки          | 58                | 0,18 %   |
| Узбеки         | 43                | 0,13 %   |
| Аварцы         | 34                | 0,10 %   |
| Другие         | 920               | 2,80 %   |
| Итого          | 32 808            | 100,00 % |

## Муниципально-территориальное устройство
В Суровикинском муниципальном районе выделяются 11 муниципальных образований, в том числе 1 городское поселение и 10 сельских поселений:
| №  | Муниципальное образование            | Административный центр  | Количество населённых пунктов | Население (чел.) | Площадь (км²) |
| -- | ------------------------------------ | ----------------------- | ----------------------------- | ---------------- | ------------- |
| 1  | городское поселение город Суровикино | город Суровикино        | 1                             | ↘18 227          | 38,10         |
| 2  | Ближнеосиновское сельское поселение  | хутор Ближнеосиновский  | 3                             | ↗942             | 178,35        |
| 3  | Верхнесолоновское сельское поселение | хутор Верхнесолоновский | 4                             | ↘959             | 314,08        |
| 4  | Добринское сельское поселение        | хутор Добринка          | 2                             | ↘844             | 256,01        |
| 5  | Качалинское сельское поселение       | хутор Качалин           | 6                             | ↘1232            | 407,96        |
| 6  | Лобакинское сельское поселение       | хутор Лобакин           | 3                             | ↘1346            | 289,86        |
| 7  | Лысовское сельское поселение         | хутор Лысов             | 6                             | ↘992             | 288,30        |
| 8  | Нижнеосиновское сельское поселение   | хутор Нижнеосиновский   | 4                             | ↗1088            | 350,31        |
| 9  | Нижнечирское сельское поселение      | станица Нижний Чир      | 5                             | ↘3879            | 345,24        |
| 10 | Новомаксимовское сельское поселение  | хутор Новомаксимовский  | 3                             | ↘1861            | 521,05        |
| 11 | Сысоевское сельское поселение        | хутор Сысоевский        | 7                             | ↗1162            | 410,01        |

## Населённые пункты
В Суровикинский район входят 44 населённых пункта.
| №  | Населённый пункт                       | Тип     | Население | Муниципальное образование            |
| -- | -------------------------------------- | ------- | --------- | ------------------------------------ |
| 1  | Ближнемельничный                       | хутор   | 106       | Нижнечирское сельское поселение      |
| 2  | Ближнеосиновский                       | хутор   | 639       | Ближнеосиновское сельское поселение  |
| 3  | Ближнеподгорский                       | хутор   | 120       | Нижнечирское сельское поселение      |
| 4  | Бурацкий                               | хутор   | 556       | Лысовское сельское поселение         |
| 5  | Верхнеаксёновский                      | хутор   | 145       | Верхнесолоновское сельское поселение |
| 6  | Верхнеосиновский                       | хутор   | 141       | Нижнеосиновское сельское поселение   |
| 7  | Верхнесолоновский                      | хутор   | 770       | Верхнесолоновское сельское поселение |
| 8  | Верхнечирский                          | хутор   | 778       | Новомаксимовское сельское поселение  |
| 9  | Добринка                               | хутор   | ↘754      | Добринское сельское поселение        |
| 10 | Дом отдыха «40 лет Октября»            | посёлок | 10        | Нижнечирское сельское поселение      |
| 11 | Жирковский                             | хутор   | 308       | Ближнеосиновское сельское поселение  |
| 12 | Зрянин                                 | хутор   | 27        | Лысовское сельское поселение         |
| 13 | Качалин                                | хутор   | 422       | Качалинское сельское поселение       |
| 14 | Киселев                                | хутор   | 258       | Лобакинское сельское поселение       |
| 15 | Лобакин                                | хутор   | 1022      | Лобакинское сельское поселение       |
| 16 | Лысов                                  | хутор   | 371       | Лысовское сельское поселение         |
| 17 | Майоровский                            | хутор   | 452       | Качалинское сельское поселение       |
| 18 | Нижнеосиновский                        | хутор   | 750       | Нижнеосиновское сельское поселение   |
| 19 | Нижнесолоновский                       | хутор   | 75        | Верхнесолоновское сельское поселение |
| 20 | Нижний Чир                             | станица | ↘3220     | Нижнечирское сельское поселение      |
| 21 | Новодербеновский                       | хутор   | 373       | Сысоевское сельское поселение        |
| 22 | Новомаксимовский                       | хутор   | 1371      | Новомаксимовское сельское поселение  |
| 23 | Остров                                 | хутор   | 246       | Качалинское сельское поселение       |
| 24 | Островской                             | хутор   | 61        | Сысоевское сельское поселение        |
| 25 | отделения № 2 совхоза «Красная Звезда» | посёлок | 14        | Сысоевское сельское поселение        |
| 26 | отделения № 3 совхоза «Красная Звезда» | посёлок | 75        | Сысоевское сельское поселение        |
| 27 | Пещеровский                            | хутор   | 148       | Верхнесолоновское сельское поселение |
| 28 | Плесистовский                          | хутор   | 20        | Качалинское сельское поселение       |
| 29 | Погодин                                | хутор   | 102       | Лысовское сельское поселение         |
| 30 | Попов 1-й                              | хутор   | 50        | Лысовское сельское поселение         |
| 31 | Попов 2-й                              | хутор   | 174       | Лобакинское сельское поселение       |
| 32 | Рычковский                             | хутор   | 66        | Новомаксимовское сельское поселение  |
| 33 | Савинский                              | хутор   | 219       | Добринское сельское поселение        |
| 34 | Свиридовский                           | хутор   | 115       | Ближнеосиновское сельское поселение  |
| 35 | Синяпкинский                           | хутор   | 117       | Сысоевское сельское поселение        |
| 36 | Скворин                                | хутор   | 97        | Качалинское сельское поселение       |
| 37 | Стариковский                           | хутор   | 44        | Нижнеосиновское сельское поселение   |
| 38 | Стародербеновский                      | хутор   | 38        | Сысоевское сельское поселение        |
| 39 | Суворовская                            | станица | ↘451      | Нижнечирское сельское поселение      |
| 40 | Суровикино                             | город   | ↘18 227   | городское поселение город Суровикино |
| 41 | Сухановский                            | хутор   | 155       | Качалинское сельское поселение       |
| 42 | Сысоевский                             | хутор   | 588       | Сысоевское сельское поселение        |
| 43 | Чувилевский                            | хутор   | 227       | Нижнеосиновское сельское поселение   |
| 44 | Яблоневый                              | хутор   | 78        | Лысовское сельское поселение         |

Упразднённые населённые пункты:
- 1998 год — поселок отделения № 2 совхоза «Победа Октября»[33]
- 1999 год — хутор Вязовский[34]

## Местное самоуправление
Председатель районной Думы  — Савинов Алексей Николаевич
Глава Суровикинского муниципального района — Слива Роман Александрович

## Железные дороги
Волгоград — Лихая

## Образование
Средние школы № 1, 2, 3, ГБПОУ «Суровикинский агропромышленный техникум», филиал Волгоградского института бизнеса, автошкола.